# Ферку, Кэтэлин
Кэтэлин Ферку (рум. Cătălin Fercu, родился 5 сентября 1986 года в Брашове) — румынский регбист, выступавший на позиции фулбэка. Известен по играм за клубы «Стяуа», «Тимишоара Сараценз», «Букурешти Вулвз», «Сарацины» и сборную Румынии.

## Карьера

### Клубная
Играть в регби начал в возрасте 8 лет в Брашове. На клубном уровне выступал в чемпионате Румынии за команды «Стяуа» и «Тимишоара Сараценз», а также один сезон отыграл за «Букурешти Вулвз», играя в Европейском кубке вызова. Сезон 2014/2015 провёл в английском клубе «Сарацины», выиграв с ним чемпионат Англии и кубок Англии, позже вернулся в «Тимишоару».
1 мая 2021 года Ферку провёл последнюю игру за клуб «Тимишоара» против команды «Штиинца» (победа 29:24), после чего у него обострилась проблема с межпозвоночными грыжами. В канун сезона 2021/2022 клуб расторг с игроком контракт на основании результатов медицинского обследования, которые не позволяли Ферку играть за команду. От поста тренера Ферку отказался и подал в суд на румынских «сарацинов».

### В сборной
В 2005 году Ферку дебютировал в юниорской сборной. Дебютную игру за взрослую сборную провёл 19 ноября 2005 года в Бухаресте против Канады. Он выступал за сборную Румынии на чемпионатах мира 2007 и 2015 годов, сыграв там 7 матчей. От участия в чемпионате мира 2011 года, проходившем в Новой Зеландии, Кэтэлин отказался из-за давнего страха перед полётами на самолёте. Игроки возмутились его отказом, поскольку румынская сборная рассчитывала на помощь Ферку. Переубедить игрока не смогло даже руководство Румынской регбийной федерации, и место Ферку занял Адриан Апостол.
Последнюю игру Ферку сыграл 22 февраля 2020 года в Брашове против Испании. Всего он сыграл 109 игр и набрал 171 очко (в том числе 33 попытки). В 2017 году выиграл чемпионат Европы со сборной, прервав гегемонию Грузии.

## Достижения

### Клубные
- Чемпион Англии: 2014/2015[1]
- Победитель Англо-валлийского кубка: 2014[1]

### В сборной
- Победитель Кубка наций: 2012, 2013, 2015, 2016[1]
- Чемпион Европы: 2017[1]